# تعدد الأجنة

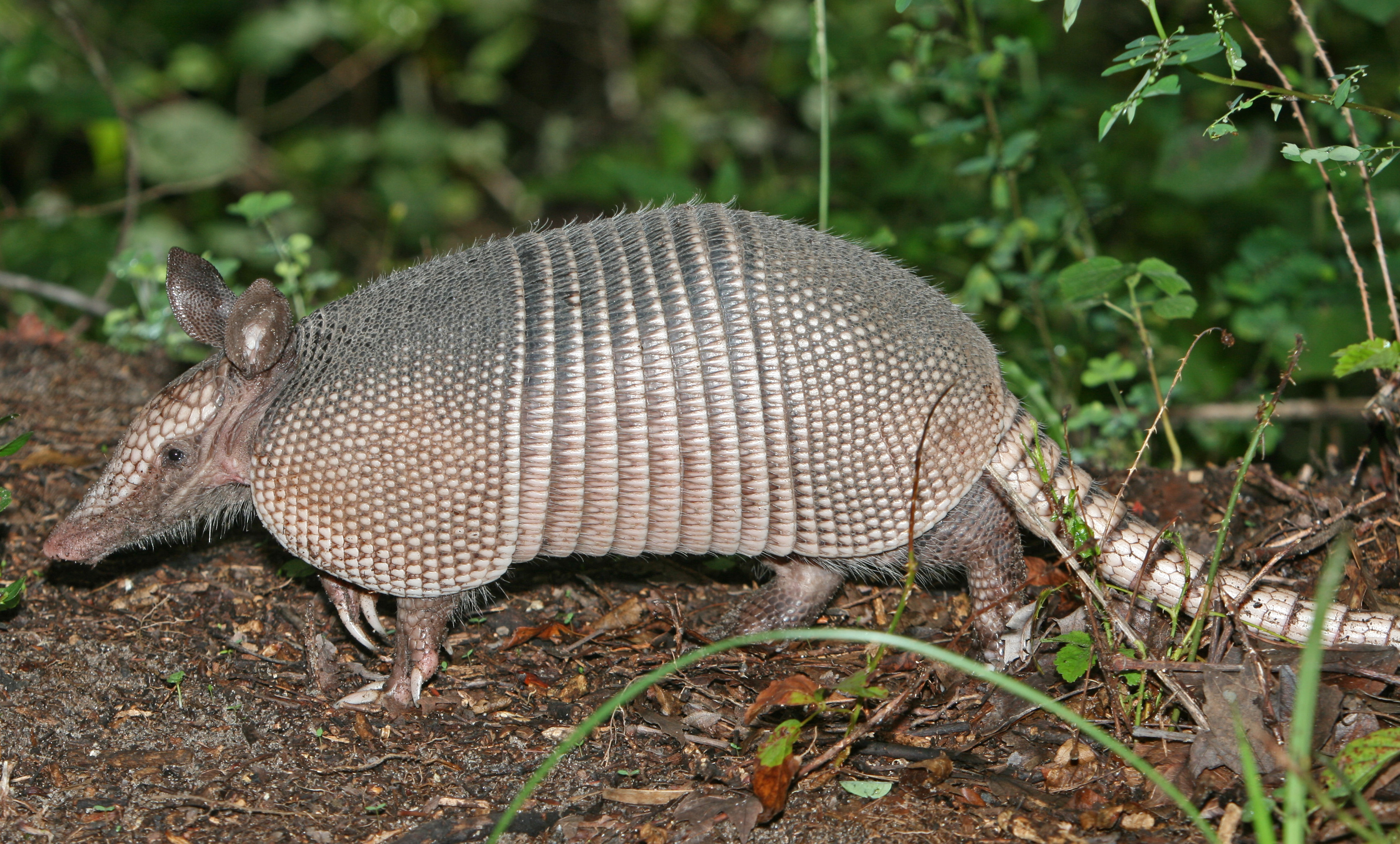

تعدد الأجنة هو ظاهرة نمو جنينين أو أكثر من بويضة واحدة مخصبة (يطلق عليه في حالة البشر، توائم متماثلة). يحدث تعدد الأجنة بانتظام في العديد من النباتات والحيوانات. حيوان المدرع ذو التسعة أشرطة، على سبيل المثال، يضع عادةً أربعة صغار متماثلين. وتعدد الأجنة شائع جدًا بين الحشرات شبيهة الطفيلي من رتبة غشائيات الأجنحة وفصائل المتقوسات والدرينيات ومسطحات البطون والبراكونيات. ويستخدم المصطلح أيضًا في علم النبات لوصف ظاهرة نمو بذرتين من بذرة واحدة.
في النباتات، يثير تعدد الأجنة لغز النسل الأحادي. 
وتتمثل الآلية وراء هذه الظاهرة في الموت الخلوي المبرمج (PCD) الذي ينتج عنه موت جميع الأجنة باستثناء جنين واحد.
يوجد مثال آخر أكثر وضوحًا على استخدام تعدد الأجنة كأداة تكاثر تنافسية في فصيلة غشائيات الأجنحة الطفيلية المتقوسات. ويتطور نسل الجنين المنقسم إلى شكلين على الأقل، هؤلاء الذين سيتطورون إلى كائنات بالغة، وأولئك الذين سيصبحون نوعًا من الجنود، يسمون اليرقات المبكرة. وتقوم هذه اليرقات الأخيرة بحراسة العائل وقتل أي طفيليات أخرى يجدونها باستثناء أشقائها، عادةً ما يكن أخوات.

## وصلات خارجية
- Juan Manuel Alvarez A. (15 أبريل 1997). "Chapter 26 — Largest Parasitoid Brood". Book of Insect Records. University of Florida. مؤرشف من الأصل في 2008-05-11.
- Free review of Bronte Gatenby J Memoirs: The Segregation of the Germ-cells in Trichogramma evanescens Quarterly Journal of Microscopical Science

1997 Craig, S.F., L.B. Slobodkin, and G. Wray. The 'Paradox' of Polyembryony: A review of the cases and a hypothesis for its evolution. Ecology 11(2): 127143-.